# والتر هوتون
والتر هوتون (بالإنجليزية: Walter Houghton)‏ هو مؤرخ أمريكي، ولد في 21 سبتمبر 1904 في ستامفورد في الولايات المتحدة، وتوفي في 11 أبريل 1983 في نيوتن في الولايات المتحدة.